# 渐尖楼梯草
渐尖楼梯草（学名：Elatostema acuminatum）为荨麻科楼梯草属的植物。分布于马来半岛、印度尼西亚、泰国、缅甸、尼泊尔、不丹以及中国大陆的海南、广东、云南等地，生长于海拔500米至1,500米的地区，常生于山谷密林中，目前尚未由人工引种栽培。

## 异名
- Elatostema acuminatum (Poir.) Brongn. var. striolatum W. T. Wang